# 北風行動
北風行動（德語：Unternehmen Nordwind）是納粹德國於第二次世界大戰西方戰場上最後一次主要攻勢，它從1945年1月1日於法國東北部的阿爾薩斯及洛林開始，直至1月25日結束。

## 目標
納粹德國統治者阿道夫·希特勒在1944年12月28日對其各師長的演說中講到（北風行動實施前3天）：
這次進攻有一個明確的目標，是消滅敵人，這不只是名譽的事情，還有要擊潰及消滅我們可以找到的敵人，在這時候不是解放整個阿爾薩斯，很可愛的是，在德國人身上的效果是無可限量的，對全世界來說是決定性的、在心理上是可怕的，對法國人的效果將是沮喪的，但這不是最重要，更重要的，是好像我之前說的，消滅他們的有生力量。
目標為突破美國第七軍團及法國第一軍團在上孚日山及阿爾薩斯平原的防線及擊潰守軍，這為進行牙醫行動開闢道路，牙醫行動是一個為攻擊美國第三軍團之側翼及擊潰整個軍團的軍事行動。

## 攻勢
1945年1月1日由約翰內斯·布拉斯科維茨陸軍上將指揮的德國G集團軍及由海因里希·希姆萊指揮的德國上萊茵河集團軍發動進攻攻擊長度110公里但縱深薄弱的美國第7軍團防線，北風行動令已被削弱的第7軍團陷入可怕的境地，因為在德懷特·艾森豪威爾上將的命令下，第7軍團已經把士兵、裝備及物資送往在阿登山區增援參加突出部戰役之友軍部隊。
在德軍實施北風行動的同一天，德國空軍出動接近1,000架飛機，嘗試攻擊盟國空軍在歐洲西北部的基地。行動中德軍損失戰機200餘架，摧毀地面及空中敵機500餘架。這行動又叫地板行動 （Unternehmen Bodenplatte）。
最初之進攻行動由G集團軍中第1軍團之3個軍實施，及至1月9日第39裝甲軍加入進攻，到1月15日最少17個師的德軍（包括在科馬包圍圈內的單位）被G集團軍及上萊茵河集團軍投入進攻，包括武裝親衛隊第10弗倫茨堡裝甲師、第7傘兵師、第21裝甲師及第25裝甲擲彈兵師，另有一個較小型的、在斯特拉斯堡以南對法軍的進攻，但最終被終止了。
負責迎擊德軍的進攻的美國第6軍在1月13日遭受三面圍攻，在付出一定傷亡代價、缺乏增援、坦克、彈藥及物資供應下被迫後退，艾森豪威爾面對第7軍團的側翼被擊潰的情況下，命令已經十分疲憊、在阿登山區的師團往西南100公里增援第7軍團，但他們到達的時間被延後了，而美軍亦在1月21日撤至默德河南岸，德軍最終在1月25日停止進攻，同一天從阿登山區增援的部隊到達，盟軍成功守衛了斯特拉斯堡，但科馬包圍圈岌岌可危，十分危險。

## 結果
在嚴寒刺骨之天氣下進行及戰鬥激烈的北風行動中，美國第6軍付出了14,716人傷亡的代價，而整個美國第7軍團的傷亡數字不詳，大約3,000人陣亡、9,000人受傷及17,000人病倒及損傷。
地平線行動導致德國空軍最後的毀滅，令盟軍奪得了整個空中優勢。
1945年2月，在美國陸軍第21軍的支援下，法國第1軍團消滅了科馬包圍圈及掃蕩了斯特拉斯堡南面、萊茵河西岸的德軍。